# Квинт Сульпиций Лонг
Квинт Сульпи́ций Лонг (лат. Quintus Sulpicius Longus; V—IV века до н. э.) — римский военачальник и политический деятель, военный трибун с консульской властью 390 года до н. э. На время его магистратуры пришлось нашествие галлов. Именно Сульпиций стал, согласно античной традиции, виновником поражения римлян, поскольку неправильно совершил жертвоприношение перед боем.

## Происхождение
Квинт Сульпиций принадлежал к знатному патрицианскому роду Сульпициев, происходившему, возможно, из Камерина. Первый Сульпиций из упоминающихся в источниках был консулом в 500 году до н. э., и в дальнейшем представители этого рода регулярно занимали высшие должности.
Консульские фасты называют преномен отца Квинта Сульпиция — Тит; тем не менее согласно родословной схеме, составленной Фридрихом Мюнцером (носящей, правда, во многом предположительный характер), отцом Лонга мог быть Квинт Сульпиций Камерин Претекстат, консул или военный трибун с консульской властью 434 года до н. э.. В этом случае его родным братом мог быть трёхкратный военный трибун с консульской властью Сервий Сульпиций Руф, двоюродным братом — военный трибун с консульской властью 402 и 398 годов до н. э. Квинт Сульпиций Камерин Корнут, а племянником — пятикратный консул Гай Сульпиций Петик.

## Биография
Квинт Сульпиций стал одним из шести трибунов-патрициев 390 года до н. э. накануне галльского вторжения. Он выступил с армией навстречу галлам вместе со своими коллегами. Тит Ливий говорит о коллегиальном командовании, не называя имён, а Орозий называет командующим «консула Фабия». В любом случае именно Квинт Сульпиций не угодил богам своим жертвоприношением накануне битвы, так как совершил его в неподходящий день (это был следующий день после ид квинтилия) и стал виновником поражения в глазах античных авторов. Последние, правда, отмечают и некомпетентность командования в чисто военных вопросах: трибуны не укрепили лагерь и растянули боевую линию, из-за чего галлы одержали лёгкую победу.
Когда галлы взяли Рим, Сульпиций возглавил оборону Капитолия. Из-за голода он начал по приказу сената переговоры с противником, договорился о выкупе в тысячу фунтов золота (или в 25 талантов, то есть в две тысячи фунтов) и взял на себя руководство процедурой его передачи. Именно он увидел, что галлы используют при взвешивании золота фальшивые гири, а когда Бренн бросил на чашу весов свой меч, спросил: «Что это?» и получил знаменитый ответ — «Горе побеждённым!». Правда, согласно Дионисию Галикарнасскому, вопрос о мече был задан квестором.
Ливий пишет, что в этот самый момент появилось войско Марка Фурия Камилла, разбившее галлов. Ряд других источников утверждает, что галлы ушли непобеждёнными с римским золотом. В историографии отмечают, что в описании этих событий античными авторами много легендарного.
О дальнейшей судьбе Квинта Сульпиция ничего не известно.
Возможно, внуком Квинта Сульпиция был Гай Сульпиций Лонг, консул 337, 323 и 314 годов до н. э.